# Réserve écologique de la Rivière-du-Moulin
La réserve écologique de la Rivière-du-Moulin est située près de Lotbinière à l'endroit du Moulin du Domaine.  Cette réserve protège une prucheraie à pin blanc, une forêt ancienne très rare au Québec.  Il s'agit aussi de la plus vieille réserve écologique de la province.